# De Weelen
De Weelen is een natuurgebied in West-Friesland in de Nederlandse provincie Noord-Holland. Het gebied ligt binnen de gemeenten Medemblik en Stede Broec en meer specifiek tussen de dorpen Wervershoof en Andijk ten noorden en Hoogkarspel, Lutjebroek, Grootebroek en Bovenkarspel ten zuiden.
Het natuurgebied van 350 hectare ligt in de polder het Grootslag ter weerszijden van de Kadijk, een dwarsdijk die hier in de middeleeuwen heeft gelegen. Het gebied heeft zijn naam te danken aan de zogenaamde weelen (ook wielen of walen genoemd). Dit zijn kolken die na het doorbreken van de Kadijk in het landschap zijn achterbleven. Van west naar oost liggen in het gebied de Zegersweel, Klokkeweel, de Ruiterweel, de Lutjebroekerweel en de Zuidmeerweel.
Ten tijde van de ruilverkaveling van de polder in de jaren '70 van de twintigste eeuw, is dit gebied redelijk ongemoeid gelaten, waardoor veel van de oude verkavelingspatronen nog aanwezig zijn. Waar het waterpeil voor de omliggende polder verlaagd is ten gunste van de landbouw, is het peil in het natuurgebied gelijk gebleven aan dat in de dorpen, wat ook de mogelijkheid biedt voor waterrecreatie.
In het natuurbeheerplan van de provincie Noord-Holland wordt het gebied - evenals het nabijgelegen Streekbos - als volgt getypeerd: "Complex van waterlopen, dijkdoorbraken en polders die zijn gespaard bij de ruilverkaveling. Combinatie van open water, riet en ruigte, spontaan en aangeplant bos en vochtig en
kruidenrijk grasland".

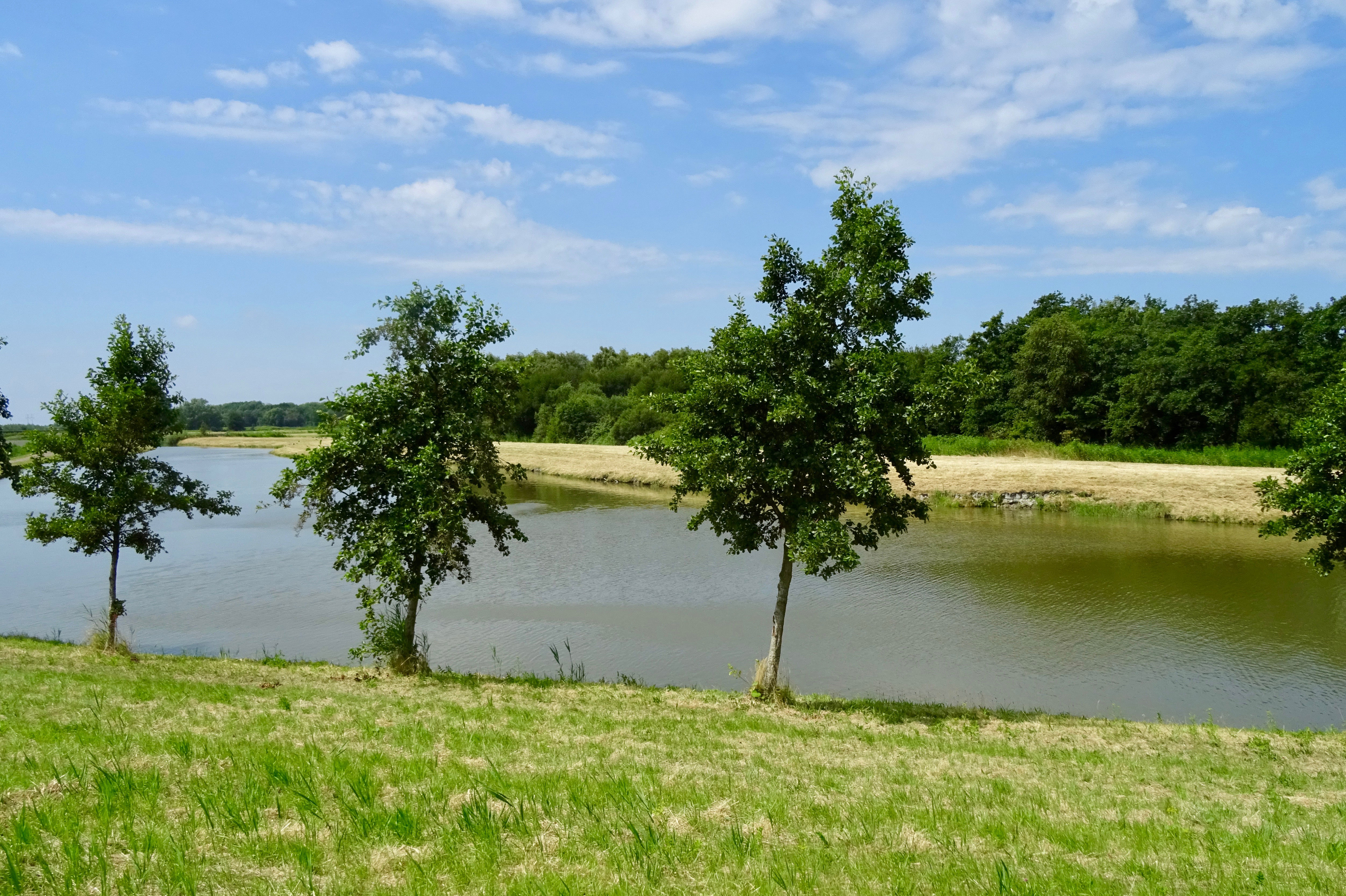
De Zuidmeerweel
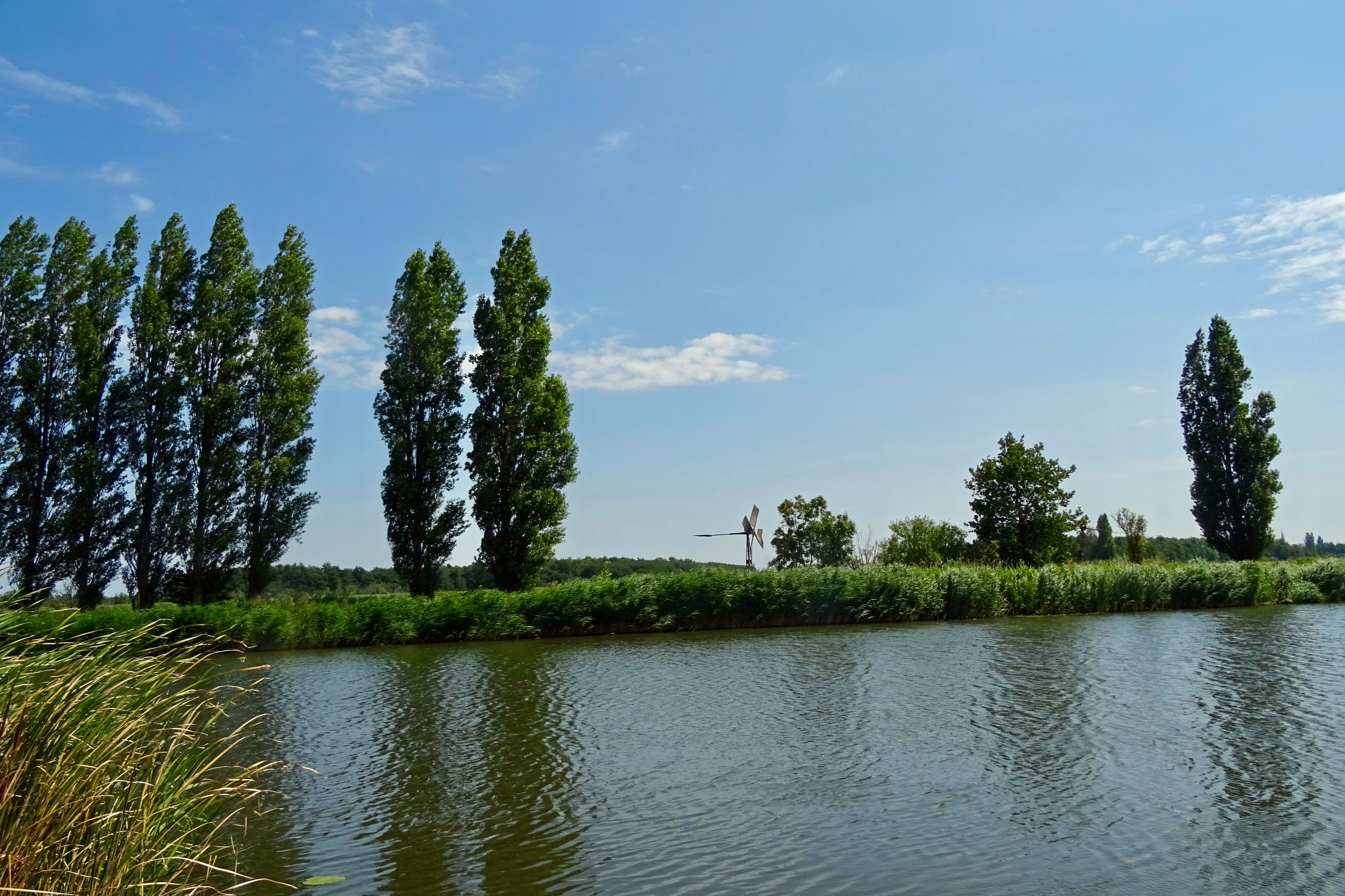
De Lutjebroekerweel
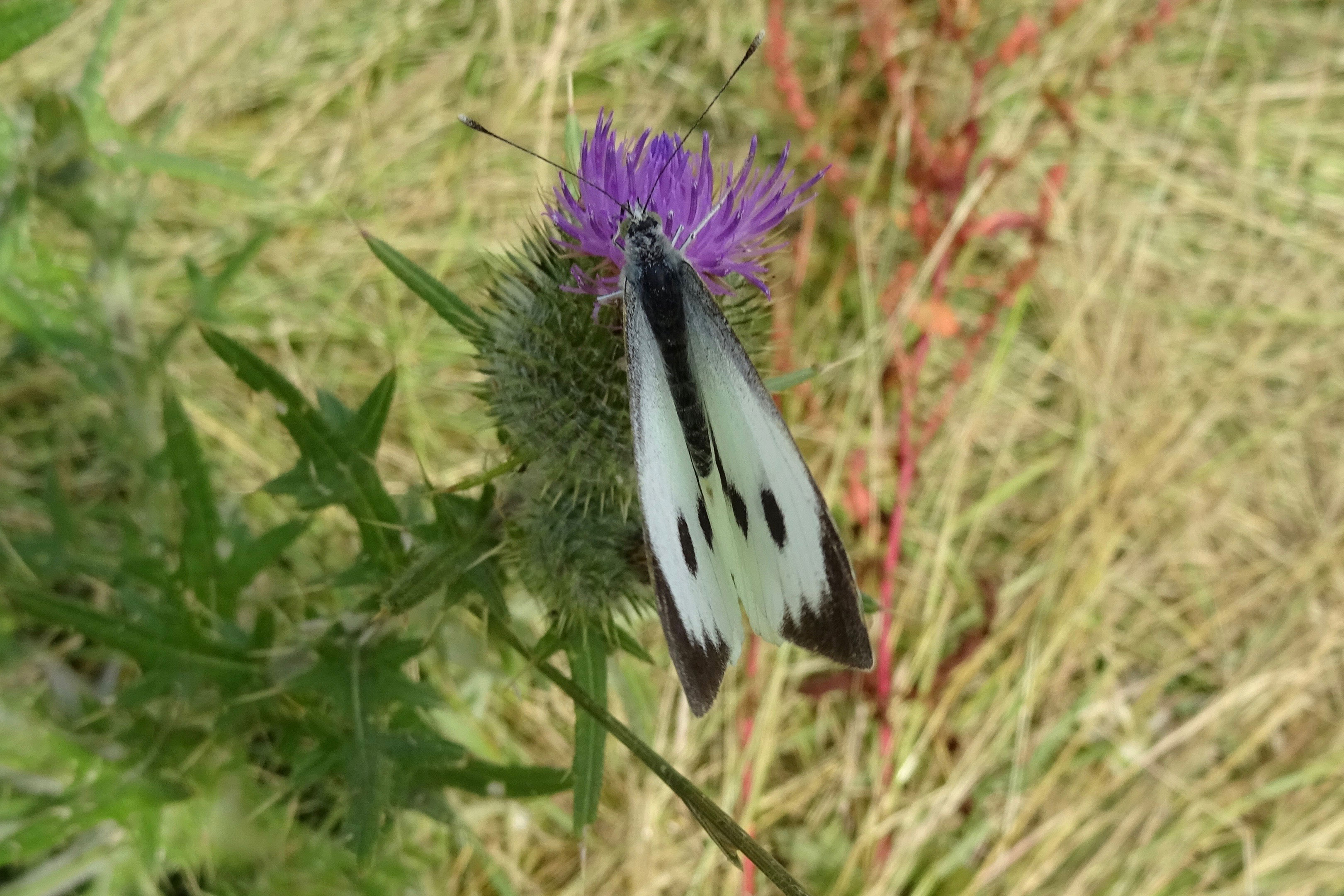
Vlinder in het gebied langs de Kadijk
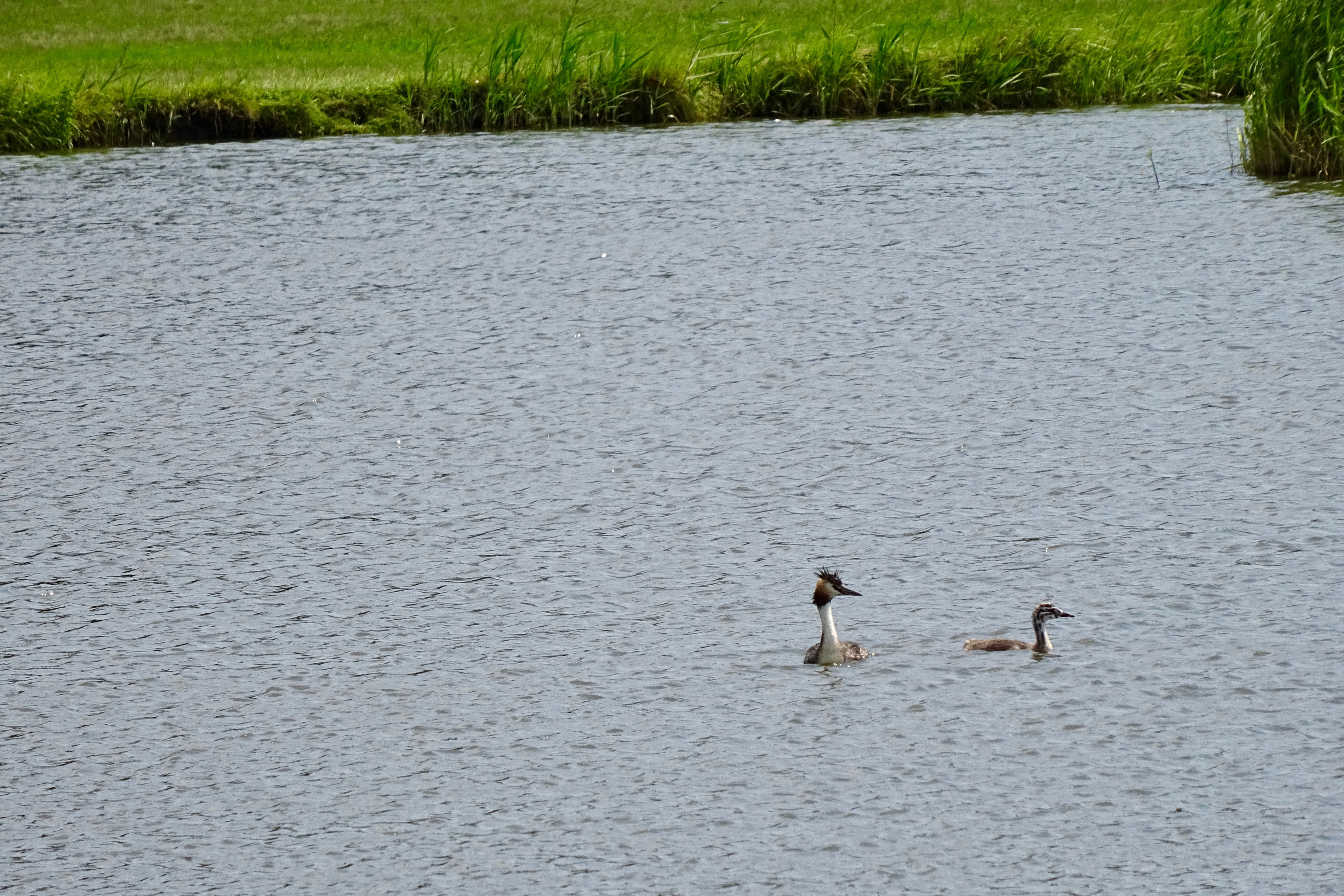
Fuut met jong in de Ruiterweel